# Sistema orgànic

òrgans i parts de l'aparell respiratori humà

Un sistema orgànic o sistema d'òrgans és un sistema biològic format per un grup d'òrgans que treballen conjuntament per a realitzar una o més funcions biològiques. Cada òrgan, format per diferents teixits, té un determinat paper especialitzat en el cos d'un ésser viu.

### Terminologia
El terme "aparell" és sinònim i equivalent a "sistema". En biologia s’utilitzen ambdós termes per a designar el conjunt d’òrgans que fan una funció comuna. Sovint s'anomena sistema el conjunt d’òrgans homogenis o molt semblants per la seva estructura i origen en els quals predomina un mateix tipus de teixit. Es diu o s'anomena aparell quan els òrgans que el constitueixen són heterogenis o molt diferents en la seva estructura i origen. També es pot incloure el terme sistema dins el terme aparell (aparell locomotor integrat pels sistemes esquelètic i muscular).

## En el cos humà
Sistemes o aparells d'òrgans en l'ésser humà que formen la base de l'anatomia i la fisiologia humanes.
| sistema o aparell   | funció biològica | òrgans que el componen                                                                                             |
| ------------------- | --- | --- |
| Respiratori         | Captar oxigen i expulsar diòxid de carboni. | fosses nasals - tràquea - bronquis - pulmons                                                                       |
| Digestiu i excretor | Digerir i absorbir l'aliment, eliminar residus sòlids | boca - laringe - eòfag - estómac - intestí prim - intestí gruixut                                                  |
| Circulatori         | Distribuir l’oxigen i els nutrients i recollir substàncies residuals | cor - artèries - venes - capil·lars                                                                                |
| Urinari             | Expulsió de l'orina | ronyons, urèters, bufeta urinària i la uretra                                                                      |
| Tegumentari         | Protecció externa, regulació tèrmica | pell, cabell, pèls i ungles                                                                                        |
| Esquelètic          | Sustentar i protegir el cos i permetre el moviment. Suport estructural i protecció, producció de cèl·lules sanguínies (sovint s'integra al sistema o aparell locomotor) | ossos, cartílags, lligaments i tendons                                                                             |
| Muscular            | Produir moviments (sovint integrat al locomotor) | músculs esquelètics, músculs llisos i múscul cardíac                                                               |
| Endocrí o hormonal  | Regular l'equilibri intern del cos, comunicació dins del cos mitjançant hormones produïdes per glàndules endocrines                                                     | hipotàlem, hipòfisi, glàndula pineal, tiroide, paratiroides i glàndules suprarenals, ovaris i testicles            |
| Exocrí              | Diverses funcions, com ara la lubricació i la protecció | glàndules ceruminoses, glàndules lacrimals, glàndules sebàcies i mucosa                                            |
| Limfàtic            | Retorn de plasma, transportar greixos i produir anticossos. Retornar la limfa al torrent sanguini, ajudar a les respostes immunes, formar glòbuls blancs                | limfa, ganglis, vasos limfàtics, amígdales, melsa i tim                                                            |
| Nerviós             | Coordinar les activitats de l'organisme | cervell - cerebel - bulb raquidi - medul·la espinal                                                                |
| Reproductor         | Reproducció | penis. ovaris, trompes de Fal·lopi, úter, vagina, vulva, testicles, vasos deferents, vesícules seminals i pròstata |

Hi ha altres sistemes al cos humà que no són sistemes d'òrgans, com el Sistema immunitari, que protegeix l'organisme de les infeccions, però no és un sistema d'òrgans ja que no està format per òrgans.
Alguns òrgans intervenen en més d'un sistema, com el nas, que pertany al sistema respiratori i també fa funcions com a òrgan sensorial al sistema nerviós o també els testicles i els ovaris formen part alhora dels sistemes reproductor i endocrí.

## En els animals
Article principal: Animals
Els animals tenen sistemes d'òrgans molt semblants als dels humans, encara que els animals més simples poden tenir menys òrgans en un sistema d'òrgans o fins i tot menys sistemes d'òrgans.

## En els vegetals
Article principal: Plantes
Sistemes d'arrels i brots en eudicotiledònies. Les plantes vasculars tenen dos sistemes d'òrgans principals:  
- El sistema de brots està format per tiges, fulles i les parts reproductives de la planta (flors i fruits). El sistema de brot generalment creix sobre el sòl, on absorbeix la llum necessària per a la fotosíntesi.
- El sistema radicular, que suporta les plantes i absorbeix aigua i minerals, sol ser subterrani.